# Klingsbergsparken
Klingsbergsparken är en park i stadsdelen Klingsberg i Norrköping.
Parken anlades 1957–1958 på ägorna till den rivna gården Klingsberg och var stadsträdgårdsmästaren Stig Hellerströms första stora anläggning.